# Митрофановка (Татарстан)
Митрофановка (тат. Митрофановка) — деревня в Азнакаевском районе Республики Татарстан России. Входит в состав Чубар-Абдулловского сельского поселения.

## История
Деревня основана на рубеже XIX—XX веков. Название произошло от антропонима русского присхождения «Митрофан». До революции она относилась к Александро-Кармалинской волости Мензелинского уезда Уфимской губернии.
В 1906 году в деревне было 52 двора и 319 жителей (156 мужчин, 163 женщины), хлебозапасный магазин и бакалейная лавка.
По данным подворной переписи, проведённой в уезде в 1912 году, посёлок Митрофановский входил в состав Митрофановского сельского общества Александро-Кармалинской волости. В посёлке имелось 69 наличных хозяйств бывших помещичьих крестьян из русских, где проживало 447 человек (217 мужчин, 230 женщин). Количество надельной земли составляло 1005 казённых десятин (из неё 45,97 сдано в аренду), в том числе 859 десятин пашни и залежи, 23 десятины усадебной земли, 80 — выгона, 33 — сенокоса и 10 десятин неудобной земли. Также 23,1 десятины земли было арендовано. Общая посевная площадь составляла 479,07 десятины, из неё 48,1 % занимала рожь, 24,6 % — овёс, 11,9 % — полба, 6,1 % — греча, 3,9 % — горох, 2,9 % — просо, также сеяли картофель, коноплю и пшеницу. Из скота имелась 116 лошадей, 106 голов КРС, 433 овцы и 88 свиней. 9 человек занимались промыслами.
С 1920 года деревня — в составе Мензелинского, а с 1922 года — Челнинского кантона Татарской АССР. В 1928 году основан колхоз «Заветы Ильича». С 10 августа 1930 года — в Сармановском районе, с 10 февраля 1935 года — в Тумутукском (в 1948 году — в Чубар-Абдулловском сельсовете), с 16 июля 1958 года — в Азнакаевском (в 1963–65 годах — в Альметьевском сельском районе). В 1958 году колхоз «Заветы Ильича» вошёл в состав колхоза «Тан» (село Чубар-Абдуллово), с 1963 года — колхоз имени Тукая. С 1998 года — сельскохозяйственный производственный кооператив имени Тукая.

## География
Деревня расположена на левом берегу речки Мелля, на расстоянии примерно 28 километров по автодорогам к северо-западу от города Азнакаево, административного центра района, и в 9 км по автодорогам к югу от центра поселения, села Чубар-Абдуллово.

### Часовой пояс
Деревня Митрофановка, как и весь Татарстан, находится в часовой зоне МСК (московское время). Смещение применяемого времени относительно UTC составляет +3:00.

## Население
В 2010 году в деревне проживало 4 жителя (3 мужчины, 1 женщина).
| 1906 | 1912 | 1920 | 1926 | 1938 | 1949 | 1958 | 1970 | 1979 | 1989 | 2002 | 2010 |
| ---- | ---- | ---- | ---- | ---- | ---- | ---- | ---- | ---- | ---- | ---- | ---- |
| 319  | 447  | 439  | 347  | 390  | 250  | 191  | 93   | 49   | 34   | 13   | 4    |

Национальный состав
Согласно результатам переписи 2002 года, в национальной структуре населения русские составляли 100 %.

## Инфраструктура и улицы
Деревня электрифицирована и газифицирована, к юго-западу от деревни находится кладбище. В деревне одна улица — Советская.